# Love in an Apartment Hotel
Love in an Apartment Hotel er en amerikansk stumfilm fra 1913 af D. W. Griffith.

## Medvirkende
- Blanche Sweet
- Adolph Lestina
- Henry B. Walthall
- Harry Carey
- Mae Marsh som Angelina Millingford